# Валтреара (Анкона)
Валтреара (итал. Valtreara) насеље је у Италији у округу Анкона, региону Марке.
Према процени из 2011. у насељу је живело 112 становника. Насеље се налази на надморској висини од 280 м.